# Světový pohár v biatlonu 2018/2019 – Pokljuka
1. podnik Světového poháru v biatlonu v sezóně 2018/19 probíhal od 2. do 9. prosince 2018 ve slovinské Pokljuce. Na programu podniku byly vytrvalostní závody, závody ve sprintech, stíhací závody, smíšená štafeta a smíšený závod dvojic.

## Program závodů
Oficiální program:
| Datum        | Disciplína                | Začátek (SEČ) | Počet závodníků |
| ------------ | ------------------------- | ------------- | --------------- |
| 2. prosince  | Smíšený závod dvojic      | 12:00         | 25 dvojic       |
| 2. prosince  | Smíšená štafeta           | 14:35         | 23 týmů         |
| 6. prosince* | Vytrvalostní závod (muži) | 10:15         | 109             |
| 6. prosince  | Vytrvalostní závod (ženy) | 14:15         | 102             |
| 7. prosince  | Sprint (muži)             | 14:15         | 110             |
| 8. prosince  | Sprint (ženy)             | 14:15         | 103             |
| 9. prosince  | Stíhací závod (muži)      | 11:45         | 58              |
| 9. prosince  | Stíhací závod (ženy)      | 14:45         | 59              |

* Vytrvalostní závod mužů byl přeložen z 5. prosince kvůli mlze.

## Průběh závodů

### Štafety
Čechům se v této smíšeném závodu dvojic jako i dříve nedařilo. Eva Puskarčíková i Michal Šlesingr se do poslední předávky drželi kolem šestého místa s půlminutovým odstupem za vedoucí skupinou. Při poslední střelbě vleže však potřeboval Šlesingr všech osm nábojů a navíc pomaleji střílel. Klesl na 10. pozici s více než minutovým odstupem a na tomto místě také dojel do cíle. Zvítězili Norové, kteří se stále drželi ve vedoucí skupině. Rozhodující náskok pak vybojoval Lars Helge Birkeland rychlou a čistou poslední střelbou.
Ve smíšené štafetě štafetě mel původně startovat Ondřej Moravec, ale kvůli žaludečním potížím jej nahradil Tomáš Krupčík. Po prvním úseku předávala Veronika Vítková sice devátá, ale v kontaktu s nejlepšími. Markéta Davidová pak však udělala při každé střelbě po čtyřech chybách a musela vždy na trestné kolo. Česká štafeta tak klesla na 13. místo, které Tomáš Krupčík a Michal Krčmář pak ještě o jednu pozici pohoršili. Zvítězili Francouzi, když rozhodující náskok získal Martin Fourcade na třetím úseku.

### Vytrvalostní závody
Mezi muži zvítězil podle očekávání Martin Fourcade, i když zpočátku běžel pomaleji. Po poslední střelbě se však dostal do průběžného vedení a porazil tak málo známého Němce Johannese Kühna, jehož druhé místo bylo největším překvapením tohoto závodu. Z českých reprezentantů dojel nejlépe Michal Krčmář na 15. místě, který se o lepší pozici připravil při poslední střelbě, kdy se snažil příliš rychle nabít další náboj, který se mu pak v závěru vzpříčil a musel poslední náboje ručně dobíjet.
V závodě žen nasadili trenéři své lepší závodnice do první poloviny startovního pole, přesto se pořadí na medailových místech měnilo až téměř do konce závodu. Dlouho vedoucí Italku Lisu Vittozziovou předstihla po téměř půl hodině v cíli Slovenka Paulína Fialková. Tu za chvíli předjela Polka Monika Hojniszová. Tou dobou se čistě střílející Markéta Davidová dostala po druhé střelbě na průběžně druhé místo a tuto pozici si udržela i po další bezchybné střelecké položce. Při poslední střelbě však Davidová nezasáhla předposlední terč. Poslední střelu pak dlouho odkládala, ale cíl trefila. Do posledního kola odjížděla třetí se ztrátou 9 vteřin. V cíli však byla rychlejší než Paulina Fialková a dojela tak na průběžném druhém místě. „Pořád nevím, co mám říct. Nechce se mi mluvit, protože hned začnu brečet,“ komentovala to po závodě.
Na trati však byla ještě Ukrajinka Julija Džymová, která zastřílela všechny položky čistě a dostala se do průběžného vedení. V posledním kole na své soupeřky, které byly v cíli, sice ztrácela, ale v poslední části úseku ještě dokázala nepatrně zrychlit a první místo uhájila. Pro Davidovou to byla první medaile v závodech světového poháru mezi dospělými.

### Sprinty
V závodě mužů zpočátku chybovalo neobvykle mnoho závodníků ve střelbě. Michal Krčmář, který startoval mezi prvními, rozjel závod pomaleji, ale zastřílel první položku čistě, což ho udržovalo v průběžném vedení. Také vstoje byl bezchybný a když v posledním kole zrychlil, dojel do cíle na průběžně první pozici. Brzy se však před něj dostali další závodníci, také proto, že trať postupem času namrzala a zrychlovala se. Nakonec skončil na desátém místě. Jako dvacátý dojel Ondřej Moravec, který běžel stejně rychle jako Krčmář, ale udělal jednu chybu při střelbě vstoje.
Zvítězil Johannes Thingnes Bø, který sice udělal chybu při střelbě vestoje, ale podobně jako ve vytrvalostním závodu jel nejrychleji ze všech.
Ve sprintu žen se českým závodnicím většinou dařilo při střelbě: Eva Puskarčíková, Jessica Jislová i Veronika Vítková zasáhly všechny terče, ale z nich jen Puskarčíková dosáhla aspoň průměrného běžeckého času, což jí stačilo na 22. pozici v cíli. Na 31. místě skončila Jislová a hned za ní Markéta Davidová, která sice běžela velmi rychle, ale pomalu a hlavně nepřesně střílela. Zvítězila nejrychleji běžící a bezchybně střílející Finka Kaisa Mäkäräinenová, která všechny ostatní závodnice předběhla na trati o více než půl minuty.

### Stíhací závody
V závodu mužů si Nor Johannes Thingnes Bø původní náskok navyšoval až na téměř minutu. Během poslední střelby vstoje však nezasáhl dva terče a těsně před něj se dostal Rus Alexandr Loginov. S tím se během posledního úseku střídali ve vedení, ale Rus v posledním stoupání zakopl a Bø s klidem dokončoval závod. V cílové rovince však zapomněl na finišujícího Francouze Fillona Mailleta, musel přidat a první místo uhájil jen o desetinu vteřiny. Českým závodníkům se dařilo střelecky – Michal Krčmář udělal jednu chybu a Ondřej Moravec dokonce žádnou – ale pomalu běželi. Navíc Krčmář si před první střelbou zahákl poutko hole o mířidla a řešením tohoto problému ztratil téměř půl minuty. Skončil na 17. místě, Moravec pak o 6 pozic za ním. Do cíle nedojel Martin Fourcade, který na začátku posledního kola odstoupil z 29. místa.
Mezi ženami vyhrála s přehledem bezchybně střílející Kaisa Mäkäräinenová. Udržovala si stálý náskok, který sice Italka Dorothea Wiererová rychlou a stejně přesnou střelbou zmenšovala, ale Mäkäräinenová zase získávala na trati a dojela do cíle jako první. Českým závodnicím se nedařilo, jen Veronika Vítková si díky jediné chybě při poslední střelecké položce zlepšila svoje postavení oproti výchozí pozici. Zpočátku běžela rychle, ale od třetího kola zpomalovala a dojela jako 40. Lepší byla jen Eva Puskarčíková o pět míst před ní. Markéta Davidová udělala celkem pět chyb na střelnici a dokončila závod na 49. pozici.

## Umístění na stupních vítězů

### Muži
| Disciplína                 | 1. místo             | Výkon   | 2. místo               | Výkon   | 3. místo         | Výkon   |
| Vytrvalostní závod (20 km) | Martin Fourcade      | 47:09,2 | Johannes Kühn          | 47:13,4 | Simon Eder       | 47:28,9 |
| Sprint (10 km)             | Johannes Thingnes Bø | 23:46,3 | Antonin Guigonnat      | 24:02,4 | Alexandr Loginov | 24:02,7 |
| Stíhací závod (12,5 km)    | Johannes Thingnes Bø | 30:20,4 | Quentin Fillon Maillet | 30:20,5 | Alexandr Loginov | 30:22,3 |

### Ženy
| Disciplína                 | 1. místo            | Výkon   | 2. místo           | Výkon   | 3. místo           | Výkon   |
| Vytrvalostní závod (15 km) | Julija Džymová      | 43:06,6 | Monika Hojniszová  | 43:12,5 | Markéta Davidová   | 43:23,1 |
| Sprint (7,5 km)            | Kaisa Mäkäräinenová | 20:08,1 | Dorothea Wiererová | 20:22,9 | Justine Braisazová | 20:50,2 |
| Stíhací závod (10 km)      | Kaisa Mäkäräinenová | 29:16,9 | Dorothea Wiererová | 29:58,2 | Paulína Fialková   | 30:16,1 |

### Smíšené štafety
| Disciplína                        | 1. místo                                                                    | Výkon     | 2. místo                                                                | Výkon     | 3. místo                                                                | Výkon     |
| Smíšený závod dvojic (6 + 7,5 km) | Norsko Thekla Brunnová-Lieová Lars Helge Birkeland                          | 38:26,7   | Rakousko Lisa Hauserová Simon Eder                                      | 38:35,2   | Ukrajina Anastasija Merkušinová Artem Tyšenko                           | 38:47,4   |
| Smíšená štafeta (2×6 + 2×7,5 km)  | Francie Anaïs Bescondová Justine Braisazová Martin Fourcade Simon Desthieux | 1:10:02,8 | Švýcarsko Elisa Gasparinová Lena Häckiová Benjamin Weger Jeremy Finello | 1:10:41,5 | Itálie Lisa Vittozziová Dorothea Wiererová Dominik Windisch Lukas Hofer | 1:10:54,9 |

## Pořadí zemí
| Pořadí | Země      | 1. místo | 2. místo | 3. místo | Celkově |
| ------ | --------- | -------- | -------- | -------- | ------- |
| 1.     | Norsko    | 3        | 0        | 0        | 3       |
| 2.     | Francie   | 2        | 2        | 1        | 5       |
| 3.     | Finsko    | 2        | 0        | 0        | 2       |
| 4.     | Ukrajina  | 1        | 0        | 1        | 2       |
| 5.     | Itálie    | 0        | 2        | 1        | 3       |
| 6.     | Rakousko  | 0        | 1        | 1        | 2       |
| 7.     | Německo   | 0        | 1        | 0        | 1       |
| 7.     | Polsko    | 0        | 1        | 0        | 1       |
| 7.     | Švýcarsko | 0        | 1        | 0        | 1       |
| 10.    | Rusko     | 0        | 0        | 2        | 2       |
| 11.    | Česko     | 0        | 0        | 1        | 1       |
| 11.    | Slovensko | 0        | 0        | 1        | 1       |
|        | Celkem    | 8        | 8        | 8        | 24      |